# لخته‌سازی الکتریکی

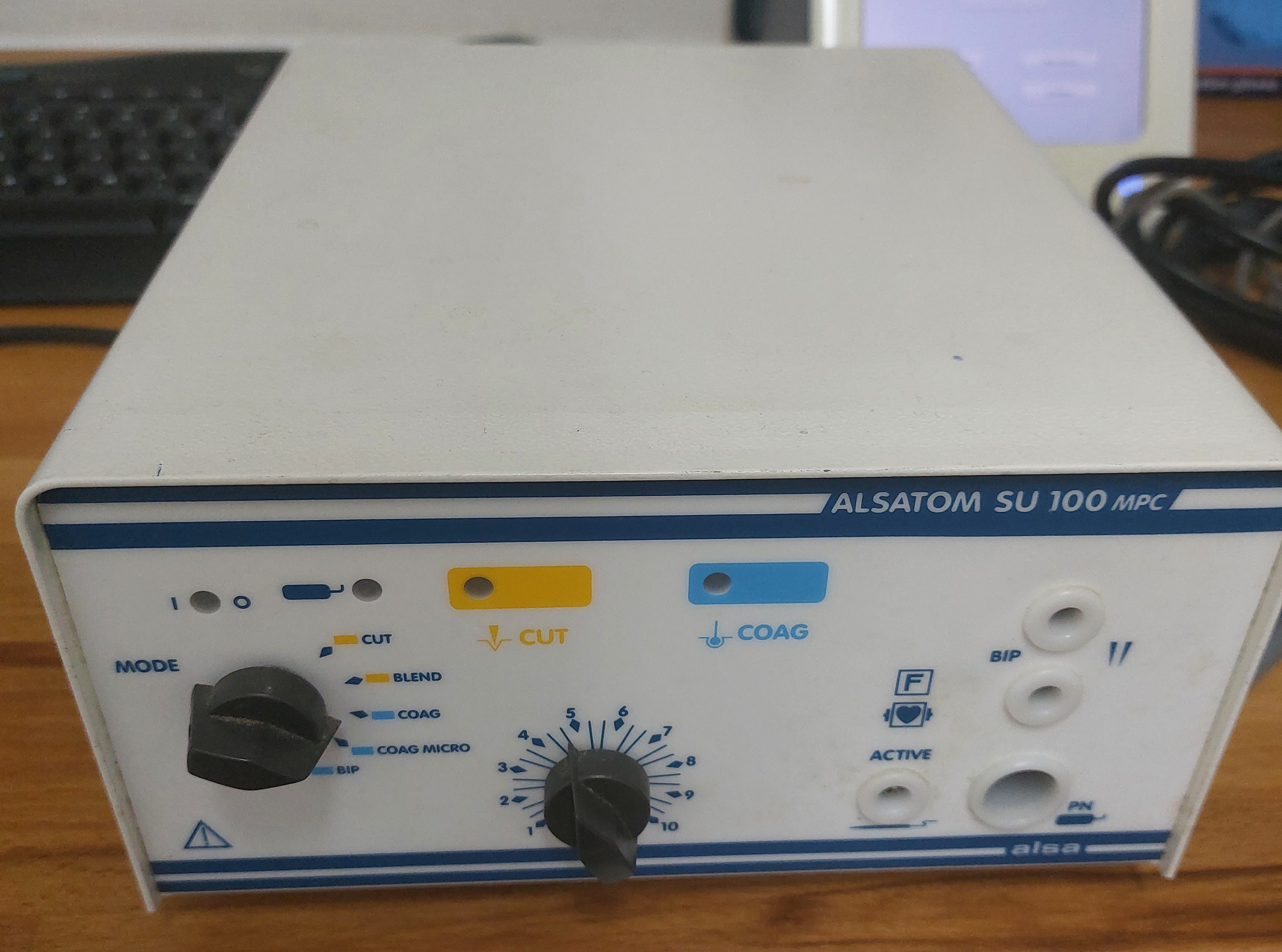
دستگاه لخته‌ساز الکتریکی

لخته‌سازی الکتریکی (به انگلیسی: Electrocoagulation) فرایندی الکتروشیمیایی است که در آن از یون‌های لخته‌کننده‌ای که از یک الکترود فدا شونده و مصرفی تولید می‌شوند برای انعقاد پساب‌ها استفاده می‌شود. این روش می‌تواند گسترهٔ وسیعی از مخلوط‌ها و مواد شیمیایی را از آب‌ها و پساب‌ها بزداید.

## تاریخچه
بیش از یک قرن است که پدیدهٔ لخته‌سازی در اثر جریان الکتریکی شناخته شده است در سال ۱۹۰۹ میلادی انعقاد الکتریکی مورد حمایت قانون ثبت اختراعات ایالات متحدهٔ آمریکا قرار گرفت. اما تا نیمهٔ دوم قرن بیستم این تکنولوژی چندان مورد توجه عملی واقع نشد، زیرا قیمت تجهیزات الکتریکی بالا بود.

## اصول و مبانی
لخته‌سازی الکتریکی که تحت عنوان انعقاد الکتریکی نیز خوانده می‌شود، نوعی فرایند الکترولیز است. الکترولیز شامل فرایندهای پیچیدهٔ اکسایش و کاهش در اثر عبور جریان الکتریکی از الکترولیت است. در فرایند لخته‌سازی الکتریکی آند تحت فرایندهای اکسایش قرار گرفته و مصرف می‌شود. اصطلاح الکترود مصرفی به همین علت به آن گفته می‌شود. یون‌هایی که از اکسایش آند حاصل می‌شوند، اثرات لخته‌کنندگی قابل توجهی دارند.
پدیده‌های بسیاری همچون اکسیداسیون، احیا، لخته‌سازی و جذب سطحی در پالایش توسط این روش دخالت دارند. همچنین عوامل بسیاری بر کارایی این روش در مورد تصفیه مواد مختلف تأثیر می‌گذارند که از آن میان می‌توان به نوع الکترود مصرفی، چگالی جریان، pH آب آلوده و رسانایی آن اشاره کرد. هر چند فرایند انعقاد الکتریکی در سالیان اخیر بسیار به کار رفته است، با این وجود همچنان ماهیت پیچیدهٔ خود را حفظ کرده و مکانیسم دقیق عمل آن شناسایی نشده است.